# Eleccions legislatives sueques de 1994

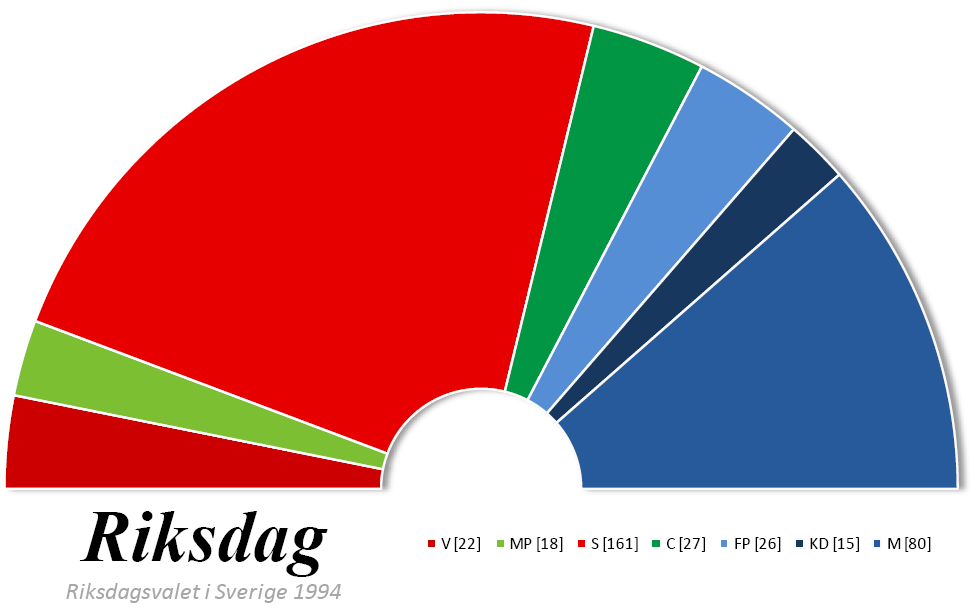
Gràfic sectorial amb els resultats de les eleccions.

Les eleccions legislatives sueques del 1994 es van celebrar el 18 de setembre de 1994. Els més votats els socialdemòcrates, i Ingvar Carlsson fou nomenat primer ministre de Suècia, però el 1996 va dimitir i ocupà el càrrec Göran Persson.

## Resultats
|                         |                                           |           |        |           |     |  |  |  |
| Partits                 | Partits                                   | Vots      | %      | Escons    | +/− |  |  |  |
|                         | Partit Socialdemòcrata                    | 2,513,905 | 45.25  | 161 / 349 | 23  |  |  |  |
|                         | Partit Moderat                            | 1,243,253 | 22.38  | 80 / 349  | =   |  |  |  |
|                         | Partit de Centre                          | 425,153   | 7.65   | 27 / 349  | 4   |  |  |  |
|                         | Partit Popular Liberal                    | 399,556   | 7.19   | 26 / 349  | 7   |  |  |  |
|                         | Partit de l'Esquerra                      | 342,988   | 6.17   | 22 / 349  | 6   |  |  |  |
|                         | Partit Verd                               | 279,042   | 5.02   | 18 / 349  | 18  |  |  |  |
|                         | Partit de la Societat Demòcrata Cristiana | 225,974   | 4.07   | 15 / 349  | 11  |  |  |  |
|                         | Nova Democràcia                           | 68,663    | 1.24   | 0 / 349   | 25  |  |  |  |
|                         | Altres partits                            | 57,006    | 1.03   | 0 / 349   | =   |  |  |  |
|                         |                                           |           |        |           |     |  |  |  |
| Vots vàlids             | Vots vàlids                               | 5,555,540 | 98.50  |           |     |  |  |  |
| Vots blancs i invàlids  | Vots blancs i invàlids                    | 84,853    | 1.50   |           |     |  |  |  |
| Total                   | Total                                     | 5,640,393 | 100,00 | 349       | =   |  |  |  |
| Inscrits / participació | Inscrits / participació                   | 6,496,120 | 86.83  |           |     |  |  |  |